# 華沙鐵路博物館

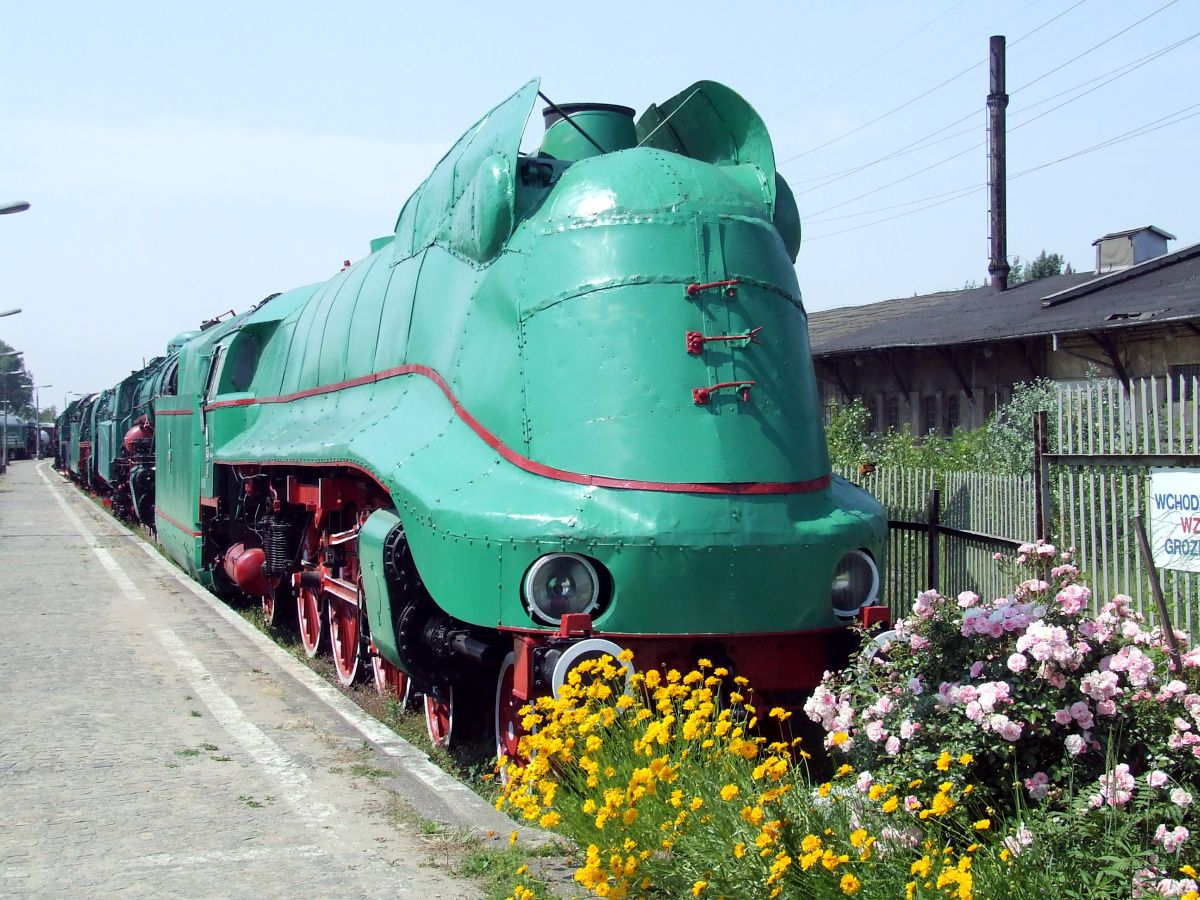

華沙鐵路博物館（波蘭語：Muzeum Kolejnictwa w Warszawie）是位於波蘭首都華沙的一座博物館，以波蘭鐵路相關的展品為展示主題。2014年9月，在經過整修之後，華沙鐵路博物館重新開放。

## 外部連結
- Museum official website (all in Polish) （页面存档备份，存于）
- Gallery of Images from the museum

52°13′35″N 20°59′14″E / 52.22625°N 20.98726°E